# Croix du cimetière de Buléon
La Croix du cimetière de Buléon  est située  au bourg de  Buléon dans le Morbihan.
Elle est édifiée au XVIIe siècle, au sud de l'abside de l'église. Son appellation est sans doute liée à la présence auparavant, d'un cimetière entourant l'église. Le cimetière actuel est repoussé en périphérie.

## Historique
La croix fait l’objet d’une inscription au titre des monuments historiques depuis le 20 mars 1934.

## Architecture
Le fut de la croix possède la particularité d'une niche située sur le socle. 
Elle accueille la statue de sainte Brigitte, qui est représentée portant un renard dans les bras. 
La croix, sous un petit fronton, présente une crucifixion d'un côté et une Vierge à l'Enfant de l'autre. 